# مدرسة رهبانية

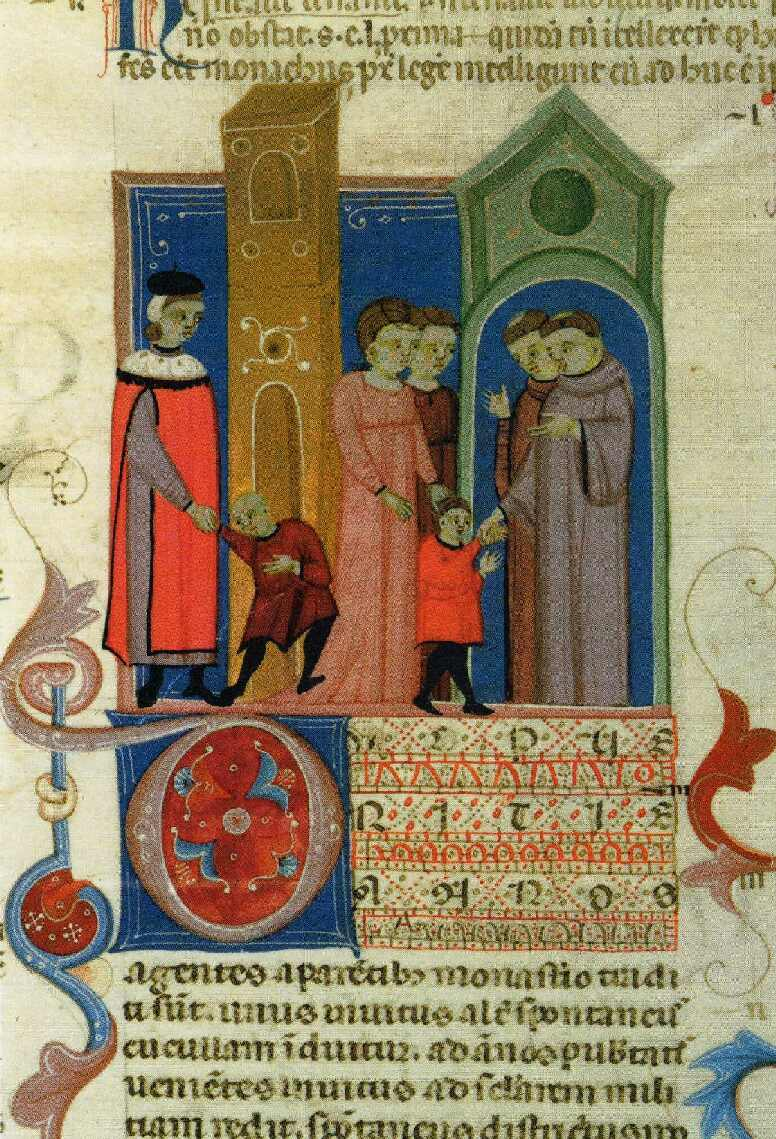
منمة تاريخية ترتقي للقرن الرابع عشر تصّور أطفال يذهبون إلى المدارس الرهبانية.

كانت المدارس الرهبانية (باللاتينية: Scholae monasticae) إلى جانب المدارس الكاتدرائية أكثر معاهد التعليم العالي أهمية في الغرب اللاتيني بداية من العصور الوسطى المبكرة حتى القرن الثاني عشر. ومنذ بداية برنامج كاسيودوروس التعليمي، كانت الدراسات الدينية مشمولة ضمن المنهج التعليمي القياسي، فضلاً عن المقدمات والتعاليم. وفي بعض المناطق ظهرت المدارس الرهبانية في جامعات العصور الوسطى والتي حلت بشكل واسع في النهاية محل المعاهد كمراكز للتعليم العالي.

## معلومات تاريخية
منذ الحكم الرهباني لـباخوم (المتوفى 348 بعد الميلاد) وحكم الرئيس في القرن السادس وحكم القديس بنديكت فقد طُلب من الرهبان والراهبات الانخراط بنشاط في القراءة. وقد اتخذت هذه القراءة طابع المدرسة التي تعاملت مع المواد الدينية والعلمانية. وبداية من القرن الخامس أخذت مجموعة متنوعة من آباء الدير على عاتقها مسؤولية تعليم أولئك الذين دخلوا في الرهبنة في سن صغير. وتميزت الفترة الأولى من هذه المدارس الرهبانية بتركيز أكثر على الجانبين الروحي والتقشفي مقارنة بالجانب الإنجيلي أو اللاهوتي، إلا أنه أُشير إلى أن هذه هي الميزات التي دفعت إلى اختيار العديد من الرهبان للتدريب في المدارس الرهبانية في ليرينس ليكونوا أساقفة.
لقد ترك رجل الدولة الروماني كاسيودوروس العمل بالسياسة عام 537 ثم في فترة لاحقة من نفس القرن أنشأ ديرًا على أرضه الخاصة في فيفاريوم في جنوب إيطاليا. وقد اشترط كاسيودوروس أن يكون ديره مكانًا للدراسة مقدمًا التوجيه لتلك الدراسة في مقدمة للقراءة في الكتب السماوية والأعمال الإنسانية (Introduction to the Divine and Human Readings) (تعاليم)والتي تضمنت كلاً من النصوص الدينية وأعمالًا تدور حول الفنون المتحررة. وقد بدأ كاسيودوروس برنامجه الدراسي كبديل عن المدرسة النصرانية التي كان يأمل هو والبابا أغابتيس في تأسيسها في روما. وعمومًا قد تضمن المنهج الذي بدأه كاسيودوروس الدراسة الأدبية للنصوص العريقة التي ذكرها في تعالميه متبعًا القواعد التي وضعها في مؤلفه قواعد الإملاء.
ولقد تم تأسيس مراكز التعليم في إسبانيا في القرن السابع في كل من الأديرة الكبيرة والمراكز الأسقفية. فقد تعلم طلاب دير القديسين كوزماس ودميان، في أجالي قرب توليدو هذه المواد العلمية مثل الطب ومداخل علم الفلك.
وفي أوج عهد المدارس الرهبانية في القرنين التاسع والعاشر رفعت تعاليم الباحثين المهمين مثل ألكوين وهرابنيوس موريوس وهيريك أكسير ونوتكر بالبوليوس مكانة الأديرة التابعة لهم وجذبت الطلاب من أقصى البلاد لحضور دوراتهم التعليمية.
وبالرغم من مساهمة بعض المدارس الرهبانية في ظهور جامعات القرون الوسطى إلا أن ظهور الجامعات لم يخلُ من التحديات. فقد اعتبر بعض رموز الرهبنة مثل برنارد من كليرفو أن البحث عن المعرفة عن طريق التقنيات المدرسية تعتبر تحديًا لنموذج البساطة الذي تتميز به الرهبنة. لقد قدم ظهور جامعات القرون الوسطى والمدرسية في نهضة القرن الثاني عشر طرقًا بديلة وفرصًا تعليمية جديدة للطلاب وبالتالي فقد أدى إلى ضعف تدريجي للمدارس الرهبانية.

## كتابات أخرى
- Ferzoco، George؛ Muessig، Carolyn، المحررون (2000)، Medieval Monastic Education، New York: Leicester University Press، ISBN:0-7185-0246-9